# 特遣队 (纳粹德国)
纳粹德国的特遣队（德語：Sonderkommandos，德語發音：[ˈzɔndɐkɔˌmando]，字面意思为“特殊小队”）是由纳粹德国灭绝营犯人构成的劳工队。组成特遣队的囚犯通常为犹太人，他们在死亡胁迫下协助处理猶太人大屠殺毒气室受害者。须注意在1938年至1945年间，党卫队也有名为“特遣队”的特设单位（SS-Sonderkommando），由党卫队的数个部门组建而成，与在押犯人组成的灭绝营特遣队并无关系。
“特遣队”的说法是纳粹用于指代最终解决方案各个方面的混淆用委婉说法之一。

## 死亡工厂的工人

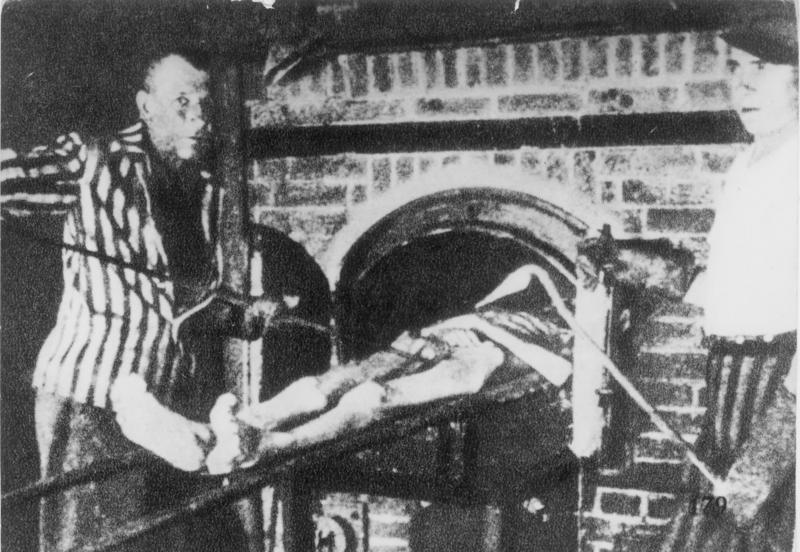
达豪集中营集中营的焚尸炉。达豪集中营于1933年建立，是德国建立的第一座集中营。

特遣队成员并不直接参与杀人；杀人的工作由党卫队负责，而特遣队的主要任务为处理尸体。大多数情况下，特遣队队员是在到达集中营后立即征召的，随后在死亡威胁下被迫上工。关于他们将要从事的任务，纳粹事先不会给出任何告知。令特遣队队员惧怕的是，他们有时会在处理的尸体中发现自己的家人。队员们没有拒绝任务或退队的手段，除非自杀。在某些地方和某些情景中， 特遣队队员会被委婉地称作“犹太劳力”（Arbeitsjuden），还有些时候他们被称作“帮手”（Hilflinge）。1943年，比克瑙集中的特遣队达到了400人；而当匈牙利犹太人于1944年到达集中营时，特遣队的人数增长至超过900人，以适应屠杀灭绝的班次数增加。
德国人需要特遣队员保持胜任工作的身体状况，因此为他们提供的生活条件比其他在押者更为整洁：特遣队有自己的住宿营房，队员可以保留与使用各种各样的东西，比如毒气室受害者带来的食物、药品和香烟。和一般犯人不同，特遣队员通常不会被卫兵随意杀害。特遣队员的生计和效益取决于他们维持纳粹死亡工厂运作的效率。他们在灭绝营中生存的时间比其他犯人稍长——但只有少数活到了战后。
由于特遣队员对纳粹的大屠杀政策了然于心，他们被认为是“身藏秘密者”（Geheimnisträger），住处与被用作奴工的其他犯人隔开。根据党卫队政策，每隔三个月，在灭绝营的杀人区域工作的特遣队员会近乎全员送入毒气室，以确保保密性。然而，有些队员因为拥有专业技能，能够存活一年以上。特遣队新队员的任务往往是处理前任队员的尸体。据研究计算，从一座集中营组建首批特遣队到集中营清场，大约会经历14代特遣队员。

### 目击证词
1943年至1944年间，个别特遣队员可以得到书写工具，因此得以记录他们在比克瑙的部分体验和所见所闻。这些文档被埋藏在焚尸炉地下，战后重见天日。据辨认，这些手稿的作者有五人：扎尔曼·格拉多夫斯基、扎尔曼·莱文塔尔（Zalman Lewental）、莱布·朗夫斯、哈伊姆·赫尔曼（Chaim Herman）与马塞尔·纳贾里。前三人使用意第绪语写作；赫尔曼使用法语；纳贾里使用希腊语。其中的大部分手稿存放在奥斯威辛-比克瑙国家纪念博物馆的档案馆中；赫尔曼的信存放在奥斯威辛-比克瑙被驱逐者协会（Amicale des déportés d’Auschwitz-Birkenau）档案馆中；格拉多夫斯基的一份文档存放在圣彼得堡的医学军事博物馆，还有一份存放在以色列犹太大屠杀纪念馆中。
其中一些手稿由贝·马克编成《奥斯威辛卷轴》（The Scrolls of Auschwitz）出版。另一些手稿由奥斯威辛博物馆出版，题为《在罪案的梦魇之中》（Amidst a Nightmare of Crime）。
奥斯威辛卷轴被认为是关于犹太人大屠杀最重要的证词之一，因为其中包括了在比克瑙毒气室工作的同期目击记述。

下文的记述被埋藏在奥斯威辛焚尸炉下面，是由在集中营起义中身亡的特遣队队员扎尔曼·格拉多夫斯基在1944年10月7日所写：
致找到这些记录的人，我求你一件事情，这也是我写作的实质目的……那就是我在地狱的日子、我无望的明天，将会在未来呈现其意义。我传达的只是发生在比克瑙-奥斯威辛地狱中的一部分。你将会意识到现实是怎样的……从这一切你将会了解到我们民族是如何灭亡的。
据记载，在曾被迫在纳粹灭绝营工作的成千上万名特遣队员中，只有不到20人活到了解放并能够作证（不过有些来源声称的人数更多）。其中知名的有亨里克·陶贝尔、菲利普·米勒、丹尼尔·本纳米亚斯（Daniel Behnnamias）、达里奥·加巴伊、莫里斯·韦内齐亚、什洛莫·韦内齐亚、安东尼奥·博尔德林（Antonio Boldrin）、萨穆埃尔·维伦贝格、阿布拉姆·德拉贡（Abram Dragon）、大卫·奥列尔、亨里克·曼德尔鲍姆以及马丁·格雷。除此之外被确认的幸存者最多还有六七名，但他们没有证词记录在案。后来在一些集中营还发现了被掩埋和隐藏的特遣队员记述。

## 起义

### 莱茵哈德行动
在莱茵哈德行动期间建造的灭绝营中，有两起已知的特遣队员起义。
特雷布林卡
第一场起义于1943年8月2日在特雷布林卡灭绝营爆发、100名囚犯成功逃出。他们复制了营地军火库的钥匙，从库房偷走了20到25把步枪、20枚手雷、以及几把手枪。下午3时45分，700名犹太人发动了一场持续30分钟的叛乱，攻击灭绝营的党卫队守卫和特拉夫尼基人。营地的建筑物被烧毁，一个油罐被引燃。配备武装的犹太人攻打正门，其他犹太人试图翻越围栏。然而，全副武装的卫兵们集中火力攻击囚犯，几乎将起义者屠杀殆尽。约有200名犹太人逃出了灭绝营，但由于他们没有切断电话线，党卫队得以从四个不同的城镇调派援兵，设置路障。半数逃亡者死于乘车或骑马的纳粹的追逐。
幸存的逃亡者部分被波兰家乡军游击队员送过河，其他人则得到波兰村民的帮助和供养。700名参加起义的特遣队员中，有100人成功逃出灭绝营，其中已知活到战后的有70人。幸存者包括合著了“特雷布林卡回忆录”的里哈德·格拉扎尔、希尔·拉伊赫曼、扬凯尔·维尔尼克、以及萨穆埃尔·维伦贝格。
索比堡
特雷布林卡起义两个月后，一场相似的起义于1943年10月14日晚在索比堡一号营爆发。特遣队隶属于“劳动犯”（德語：Arbeitshäftlinge），即运作灭绝营所需的一般奴隶劳工（如在到达中心工作、处理受害者的物品、组建工作小组等）。在来自明斯克的苏联犹太战俘亚历山大·佩切尔斯基的领导下，特遣队员秘密杀害了11名德国党卫队军官，制服了集中营的看守人员，并夺取了军械库。起义原计划杀死所有党卫队和特拉夫尼基看守，从灭绝营大门走出；然而由于刺杀行动被发现，犯人们不得不冒着被枪杀的危险逃生。
荷兰历史学家，索比堡幸存者尤勒斯·斯海尔菲斯估计，一号营的600名特遣队员中有300人在起义中逃走。其中158人被卫兵杀害，或者被环绕灭绝营的雷区炸死。107人在党卫队、国防军或 秩序警察营的追捕中丧生。另有53人逃亡后因其他原因在1945年5月前丧生。目前已知的起义幸存者只有58人，其中男性48人，女性10人。索比堡毒气室所在的三号营中的特遣队员未参加起义，于起义次日被全数杀害。
索比堡的起义后来被改编为电影《逃出索比堡》。
2019年6月，有报道称最后一位幸存的索比堡逃亡者在以色列特拉维夫去世，享年96岁。

### 奥斯威辛
1944年10月，奥斯威辛二号营的特遣队员在四号火葬场起义。先前的几个月，犹太女青年从韦克塞尔联合金属厂（Weichsel-Union-Metallwerke，位于奥斯威辛一号营和二号营之间工业区的一座军火工厂）走私小包的火药。最终，这些火药沿着走私链条，被传到了四号火葬场特遣队手中。队员计划先摧毁毒气室和火葬场，然后发动起义。
然而在1944年10月7日上午，集中营的抵抗组织提前警告四号火葬场的特遣队员，说他们将被杀死。特遣队员用两架机枪、斧头、刀具和手雷攻击了党卫队和囚监，造成卫兵3人死亡，12人受伤。一些特遣队员从营区逃生，但大多数在当天晚些时候被重新抓获。在那些没有死于起义本身的人中，有200人后来被迫脱光衣服，面朝下躺在地上，然后从后脑勺枪杀。当天共有451名特遣队员被杀害。

## 文学作品和媒体中的描写
总体而言，特遣队的早期形象是不光彩的。米克洛斯·尼斯利在《奥斯威辛：一个医生的目击报告》（Auschwitz: A Doctor’s Eyewitness Account）一书中写道，当其他囚犯正被饿死的时候，特遣队享受着配有吊灯和烛光的盛宴。尼斯利是一位公认的纳粹勾结者，曾协助約瑟夫·門格勒在奥斯威辛囚犯的身上做医学实验。他在二号火葬场的中有一间办公室，似乎应该能够很好地观察特遣队的行动；但是，他对火葬场中的一些实物描述严重失实，降低了他在这方面的可信度。历史学家吉德翁·格赖夫认为尼斯利的著作属于有关特遣队的 "流言与其他错误和诽谤性的说法"之列，只是由于缺少幸存的特遣队员第一手证词，才让这类说法得以盛行。
在《溺水者与获救者》中，作者普里莫·莱维将特遣队描绘为距勾结者只有一步之遥。尽管如此，他要求读者不要谴责。“因此，我要求我们对'火葬场的乌鸦'的故事要有怜悯和严格的思考，但要暂缓对他们的判断。”莱维在奥斯威辛集中营的时间是在第三营/莫诺维茨（丁腈橡胶厂）度过的，可能没有直接接触过特遣队。他的描述据称是根据尼斯利的说法描绘的。
菲利普·米勒是少有的在战争中幸存的特遣队员之一；更为不同寻常的是，他在特遣队中服役的时间比大多数人长得多。他在《奥斯维辛的目击者：毒气室中的三年》（Eyewitness Auschwitz: Three Years in the Gas Chambers）中描述了自己的经历，于1979年出版。他在书中讲述了多起事件，包括他怎么试图进入毒气室，好与一群同胞一同赴死；但一个女孩阻止了他自杀，要求他活下来做证人。过去几年中，一些对特遣队更为同情的记述得以出版。首先是吉德翁·格赖夫自己的著作《我们欲哭无泪》，其中包括对前特遣队员的详尽且时而痛苦的采访。格赖夫用君特·安德斯的诗歌《你会怎么做？》（And What Would You Have Done?）作为此书的序言，指出没有经历过特遣队的处境的人，无权对他们作出裁决：“你不能，我不能！我们没受过那样的折磨！”
第一部描绘特遣队起义的剧作由卢多维克·布鲁克斯坦在1947写成。布鲁克斯坦于1920年生于捷克斯洛伐克的穆卡切沃（今属乌克兰），1944年5月在锡盖特被捕，送往集中营。布鲁克斯坦的剧作题为《夜班》（Nacht-Shicht），于1948年至1957年在罗马尼亚布加勒斯特和雅西的意第绪语剧院上演，取得了巨大成功。
1996年，在道格·休斯执导下，纽约MCC剧院制作了剧作《灰色地带》，是一部探讨特遣队员的道德困境的戏剧作品。该剧后来由制作人提姆·布雷克·尼爾森改编为同名电影。该片的基调与大部分情节基于尼斯利的著作，将特遣队的成员描绘成跨越了界限，从受害者变为加害者的人。比如片中的特遣队员霍夫曼（大衛·阿奎特饰）在一名微笑的党卫队员注视下，在脱衣室将一名男子活活打死。尼尔森明确表示，这种道德模糊性正是这部电影的主题。“我们可以看到这种情况下的我们每个人自己，也许会有这样的行为，因为我们是人。但我们不是圣化的受害者。”
2014年的“小说化”回忆录《破镜》探讨莱一名前特遣队员为了获得宽恕和终结所付出的努力：“善良的人可以被迫做错事，但这并不意味着他们就不那么善良。”这位幸存者这样评价自己，“但这也并不意味着错的就不那么错。”
2015年由奈迈施·拉斯洛指导的匈牙利电影《索尔之子》详细描述了一名特遣队员将一个死掉的孩子看作自己的儿子，并试图埋葬这个孩子的故事。该片在第68届戛纳电影节上赢得评审团大奖。影片主演盖佐·勒里格对一名记者将特遣队员说成“半受害者，半刽子手”的说法表示愤怒。他说，“话必须说明白，他们100%是受害者。他们没有犯下喋血罪行，没有参与任何形式的杀戮。他们一到场就遭到了死亡威胁。他们无法控制自己的命运。他们和奥斯威辛的其他囚犯一样，都是受害者。”

## 图集
- 奥斯威辛-比克瑙的特遣队，
1944年8月（秘密照片）
- 奥斯威辛-比克瑙的特遣队，
1944年8月（秘密照片）
- 奥斯威辛-比克瑙的特遣队，
1944年8月（秘密照片）

- 奥斯威辛-比克瑙的特遣队焚烧尸体
- 奥斯威辛-比克瑙的特遣队焚烧尸体
- 奥斯威辛-比克瑙的特遣队将人送往“淋浴间”

## 注解
1. ↑  一个类似的例子是“别动支队”（Einsatzkommando），直译作“部署小队”
2. ↑  参见党卫队经济与管理部条目。
3. ↑  波兰历史学家和特雷布林卡灭绝营博物馆普遍接受200人的数字，而《犹太人大屠杀百科全书》称有300人逃出。

### 脚注
1. ↑  Friedländer 2009，第355–356頁.
2. ↑  Shirer 1990，第970頁.
3. ↑  Langbein, Hermann. . Univ of North Carolina Press. 2005-12-15: 193  [2020-05-03]. ISBN 978-0-8078-6363-3. （原始内容存档于2019-12-07）.
4. ↑  Sofsky 2013，第267頁.
5. ↑  Sofsky 2013，第269頁.
6. ↑  Sofsky 2013，第271頁.
7. ↑  Sofsky 2013，第283頁.
8. ↑  Michael & Doerr 2002，第209頁.
9. ↑  Caplan & Wachsmann 2010，第73頁.
10. ↑  Sofsky 2013，第271–273頁.
11. ↑  Greif 2005，第4頁.
12. ↑  Greif 2005，第327頁.
13. 1 2  Nyiszli, Miklós. . New York Boston: Arcade Pub. Distributed by Little, Brown, and Co. 1993. ISBN 1-55970-202-8. OCLC 28257456.
14. ↑  Chare, Nicholas. . London: I. B. Tauri. 2011-02-15  [2020-05-03]. ISBN 978-1-84885-591-5. （原始内容存档于2021-03-15）.
15. 1 2  Stone, Dan. . Chare, Nicholas; Williams, Dominic  (编). . Basingstoke: Palgrave Macmillan UK. 2013-09-19: 11–32  [2020-05-03]. ISBN 978-1-137-29769-3. （原始内容存档于2021-03-15）.
16. ↑  Mark, Bernard. . 由Neemani, Sharon翻译. Tel Aviv: Am ʻOved Pub. House. 1985. ISBN 978-965-13-0252-7. OCLC 13621285.
17. ↑  Bezwińska, Jadwiga; Czech, Danuta. . 由Michalik, Krystyna翻译. Oświęcim: Publications of Statue Museum at Oświecim Państwowe Muzeum. 1973  [2020-05-03]. （原始内容存档于2021-03-15）.
18. ↑  Rutta, Matt. . Rabbinic Rambling. 2006-03-23  [2007-04-30]. （原始内容存档于2021-03-15）.
19. ↑  . Hagalil.com. 2000-05-02  [2010-04-30]. （原始内容存档于2021-03-15）.
20. ↑  . Memoro.   [2020-04-18]. （原始内容存档于2021-03-15） （意大利语）.
21. ↑  Peter, Laurence. . BBC News. 2017-12-01  [2017-12-01]. （原始内容存档于2021-03-15）.
22. ↑  Chrostowski, Witold. . London Portland, OR: Vallentine Mitchell. 2004: 94. ISBN 0-85303-457-5. OCLC 51810769.
23. 1 2 3  Kopówka & Rytel-Andrianik 2011，第110頁.
24. ↑  Weinfeld 2013，第43頁.
25. 1 2  Smith 2010.
26. ↑  Śląski, Jerzy.  [Under the Star of David] (PDF). Polska Walcząca, Vol. IV: Solidarni (PAX, Warsaw). 1990: 8–9  [2013-08-15]. ISBN 83-01-04946-4. （原始内容 (PDF)存档于2013-10-04） （波兰语）.
27. ↑  Easton, Adam, , BBC News, Treblinka, Poland, 2013-08-04  [2020-05-03], （原始内容存档于2019-04-11）
28. ↑  Archer, Noah S.;  et al. . Holocaust Education & Archive Research Team H.E.A.R.T. 2010  [2013-08-30]. （原始内容存档于2007-07-04）. Also in: . Muzeum Walki i Męczeństwa w Treblince. Source of data: Donat（英语：Alexander Donat） (1979), The death camp Treblinka. New York, pp. 279–291. ISBN 0896040097. （原始内容存档于2013-09-22）.
29. ↑  Jules Schelvis. . Berg, Oxford & New York. 2007. ISBN 978-1-84520-419-8.
30. ↑  Schelvis, Jules. . De Bataafsche Leeuw. 2004  [2020-05-03]. ISBN 9789067076296. Uitgeverij Van Soeren & Co (booksellers). （原始内容存档于2021-03-15）.
31. ↑  Schelvis, Jules. . Berg, Oxford & New Cork. 2007: 147–168  [2015-01-15]. ISBN 978-1-84520-419-8. （原始内容存档于2021-03-15）.
32. ↑  Arad, Yitzhak. . Indiana University Press. 1987: 362–363  [2020-05-03]. ISBN 978-0-253-34293-5. （原始内容存档于2018-07-05）.
33. ↑  . BBC News. 2019-06-04  [2020-05-03]. （原始内容存档于2021-03-15）.
34. ↑  . Ushmm.org.   [2016-02-08]. （原始内容存档于2019-05-11）.
35. ↑  Rees, Laurence. . Random House. 2012: 324.
36. ↑  Wacław Długoborski; Franciszek Piper. . Auschwitz-Birkenau State Museum. 2000  [2020-05-03]. ISBN 978-83-85047-87-2. （原始内容存档于2021-03-15）.
37. ↑  Yisrael Gutman; Michael Berenbaum; United States Holocaust Memorial Museum. . Indiana University Press. 1998: 501  [2020-05-03]. ISBN 0-253-20884-X. （原始内容存档于2021-03-15）.
38. ↑  Gideon Greif. . Yale University Press. 2005: 44  [2020-05-03]. ISBN 978-0-300-13198-7. （原始内容存档于2021-03-15）.
39. ↑  Greif, Gideon; Kilian, Andreas. . sonderkommando-studien.de. 2011-09-25  [2020-03-31]. （原始内容存档于2011-09-25）.
40. ↑  Levi, Primo. . New York: Vintage International. 1989: 60  [2020-05-03]. ISBN 978-0-679-72186-4. （原始内容存档于2021-03-15）.
41. ↑  Müller 1999，第113頁.
42. ↑  http://websrv-cluster-ip8.its.yale.edu/yupbooks/excerpts/greif_wept.pdf%5B%5D
43. ↑  Petrescu, Corina L. . Glajar, Valentina; Teodorescu, Jeanine  (编). . New York: Palgrave Macmillan. 2011: 209–223. ISBN 978-0-230-11841-6. OCLC 712039548.
44. ↑  Hohenadel, Kristin. . The New York Times. 2001-01-07  [2020-05-03]. （原始内容存档于2021-04-11）.
45. ↑  Henry, Patrick. . Philosophy and Literature（英语：Philosophy and Literature） (Project Muse). 2009, 33 (1): 150–166  [2020-05-03]. ISSN 1086-329X. doi:10.1353/phl.0.0045. （原始内容存档于2018-06-02）.
46. ↑  . AboutFilm.Com. November 2002  [2017-12-01]. （原始内容存档于2018-10-30）.
47. ↑  Shahar, Yael; ben Malka, Ovadya. . Kasva Press. 2015  [2020-05-03]. ISBN 978-0-9910584-0-2. （原始内容存档于2021-03-15）.
48. ↑  Shoard, Catherine. . The Guardian. 2015-05-15  [2017-12-01]. （原始内容存档于2021-03-15）.